# Подпешинский
Подпешинский (Подпешенский) — хутор в Серафимовичском районе Волгоградской области.
Входит в состав Клетско-Почтовского сельского поселения.

## География
На хуторе имеется одна улица: имени Н.А. Листопадова.

## Население
| 2010 |
| ---- |
| 27   |